# 무수혈 치료
무수혈 치료(無輸血治療, Bloodless Surgery)는 출혈을 최소화하고 또한 자신이 체내에서 혈액 생산을 최대로 촉진시키는 의료기법이다. '무수혈 치료'라는 말로 알려졌으나 치료를 포함한 의료진료 행위이므로 무수혈 진료라는 표현이 더 정확하다. 무수혈 진료에는 수혈대체치료나 최소절개 수술법 (복강경, 흉강경, 내시경 등)을 이용함 등 여러 다양한 치료방법들이 포함된다고 할 수 있다.
과거에는 종교적인 이유로 수혈을 거부하는 사람들(여호와의증인, 유대인, 이슬람교인 등)을 위한 치료 정도로 여겨졌으나, 의학의 발달로 수혈에 의한 여러 심각한 부작용들이 규명됨에 따라 이제는 의학적인 이유로도 새로이 주목 받게 되었다. 현재 많은 경우는 환자의 종교적인 신념 이유 때문에 수혈을 거부하거나, 수혈에 대한 두려움 혹은 수혈 부작용을 피하길 원하는 환자들이 주대상이다. 종교적 신념으로 무수혈 치료를 받는 환자의 경우에는 수혈 대신에 실혈최소화, 비혈액제제, 자가혈액회수 방법만을 사용한다. 그러나 종교적인 신념과 관계없는 환자들의 경우에는 수액과 약물을 대체 사용하되 상황에 따라 수혈을 하기는 하지만 되도록 최소 수혈을 지향하는 치료를 하기도 한다. 따라서 보통은 전적으로 수혈을 거부하기 위한 목적의 치료일수도 있지만, 종교적인 이유와 다르게 환자에 따라 수혈에 따른 감염, 부족한 혈액수급 등의 문제를 최소화하기 위한 치료도 포함시킬 수도 있다.

## 현재와 미래
미국과 유럽의 경우, 여호와의 증인처럼 종교인으로서의 신념때문에 무수혈 수술을 요구하는 환자들을 위해서만 무수혈 수술을 시행하던 것이, 이제는 "무수혈 수술이 값싸고 안전한 치료법으로 인식"되어 '일반인들에게도 보편화되었고, 오히려 의사들이 무수혈 수술을 권장'하고 있는 상황이다. 따라서 '무수혈 수술은 더 이상 종교적 논란거리가 아니라, 누구나 선택할 수 있고 요구할 수 있는 안전한 치료 방법'이라 할 수 있다.
한국의 경우도 "1986년 부천세종병원이 무수혈센터를 처음 만든 이후, 순천향대, 인제대, 서울대, 영남대, 동아대, 조선대, 충남대, 을지대 부설 병원 등 15개 의료기관에 무수혈 치료 전문센터가 만들어졌다.", "순천향대에서 무수혈 수술을 받은 환자의 10%는 종교적 이유가 아닌 '의학적 이유'로 수혈을 거부", "순천향대에서는 1998년 20건이던 무수혈 수술이 2008년 802건으로 급증했다. 지난해 10월에는 무수혈센터 개소 10년 만에 2천 건의 무수혈 수술을 시행했다.", "수술 후유증, 무수혈 환자가 더 적어", 대한수혈학회 - "수혈은 될 수 있는 한 피한다"
무수혈 수술 분야의 또 다른 선구자인 미국 로스앤젤레스 굿서매리탄병원의 웨인 핸더슨 박사는 병원 안내자료집에 이렇게 적었다. "머지않아 모든 의료기관에서 무수혈 치료를 시행할 때가 올 것이다. 그때가 되면 '당신이 수혈을 거부하는 이유가 있느냐'는 질문 대신 '당신이 수혈을 받으려는 이유가 있느냐'고 의사들이 질문하게 될 것이다."

## 환자의 권리
치료 행위는 헌법에서 보장하는 환자의 자기결정권에 기초해 있다. 또한 의료 계약은 일종의 위임 계약으로 환자의 위임에 따라 수행되어야 한다. 따라서 환자는 ‘충분한 설명이 전제된 동의’(informed consent)를 전제로 치료의 방법, 내용, 범위 등을 스스로 결정할 권리가 있다. 이러한 의료인의 설명 의무에는 수혈에 따르는 부작용 등 위험성을 설명하고 사전에 환자의 동의를 받는 것도 포함된다. 의료인이 환자의 의사에 반하는 방식으로 수혈을 강행하면 민형사상 책임을 지게 된다. 환자는 자신이 무의식이 된 경우를 대비하여 수혈을 거부하겠다는 의사를 미리 문서화할 수 있다.
무수혈 치료 기법이 비약적으로 발전하고 있고 긴급 상황에서도 무수혈 치료법으로 생존하는 경우가 증가하고 있을 뿐 아니라 수혈의 위험성이 부각되고 있으므로, 무수혈 치료는 환자의 선택권의 범위 안에 있다. 환자는 이러한 정보들을 근거로 수혈을 받을 것인지 무수혈 치료를 받을 것인지 선택할 수 있다. 무수혈 수술 도중 환자가 사망한 경우, 수혈 수술의 경우와 마찬가지로 법원은 “환자가 자살을 의도하기 위하여 특정한 치료방법을 선택한 경우와 동등하게 평가해서는 안된다”고 판시하고 있다. 이는 무수혈 수술이 “선택 가능한 다른 치료 방법에 비하여 환자의 생명에 대한 위험성을 증대시킨다 하더라도” 그러하다.

### 유아 및 아동의 무수혈 치료
일반적으로 아동 및 유아의 경우 친권자인 부모가 의료적 결정을 내리게 되는데, 이는 부모가 갖는 친권의 고유한 내용이다. 때때로 부모의 친권에 반하여 아동에게 강제 수혈을 시행하는 것을 정당화 하기 위해 수혈이 아동의 복리에 부합한다는 이유를 드는 경우도 있으나, ① 수혈이 언제나 유일한 생존 방법이 아니라는 점 ② 아동에 대한 무수혈 시술 성공례가 축적되고 있다는 점 ③ 수혈의 위험성에 대한 인식이 증가되고 있다는 점 ④ 수혈은 면역 체계가 약한 아동에게 더 위험하다는 연구 결과가 있다는 점

### 준성인 혹은 성숙한 미성년자의 무수혈 치료
미성년자라 할지라도 의사 결정능력이 있는 성인에 준하여 취급하여야 할 경우가 있다. 미국에서 확립된 mature minor이라는 개념에 따르면, 준성인은 의료의 동의에 관한 한 성인과 마찬가지로 독자적인 능력을 가지며 그에 따른 책임을 감수하여야 한다. 미국의 사례들을 보면 의료상의 동의가 가능한 연령은 자의적으로 고정된 햇수가 아니라 치료법에 관련된 결과의 불확실성, 의학적인 위험성 및 유익성 등에 대하여 미성년자가 이해하는가에 의해 결정된다.

## 같이 보기
- 대체 혈액
- 수혈대체치료